# Chazaliella oddonii
Chazaliella oddonii är en måreväxtart som först beskrevs av De Wild., och fick sitt nu gällande namn av Ernest Marie Antoine Petit och Bernard Verdcourt. Chazaliella oddonii ingår i släktet Chazaliella och familjen måreväxter.

## Underarter
Arten delas in i följande underarter:
- C. o. cameroonensis
- C. o. grandifolia
- C. o. oddonii